# 캐나다 내셔널 박람회

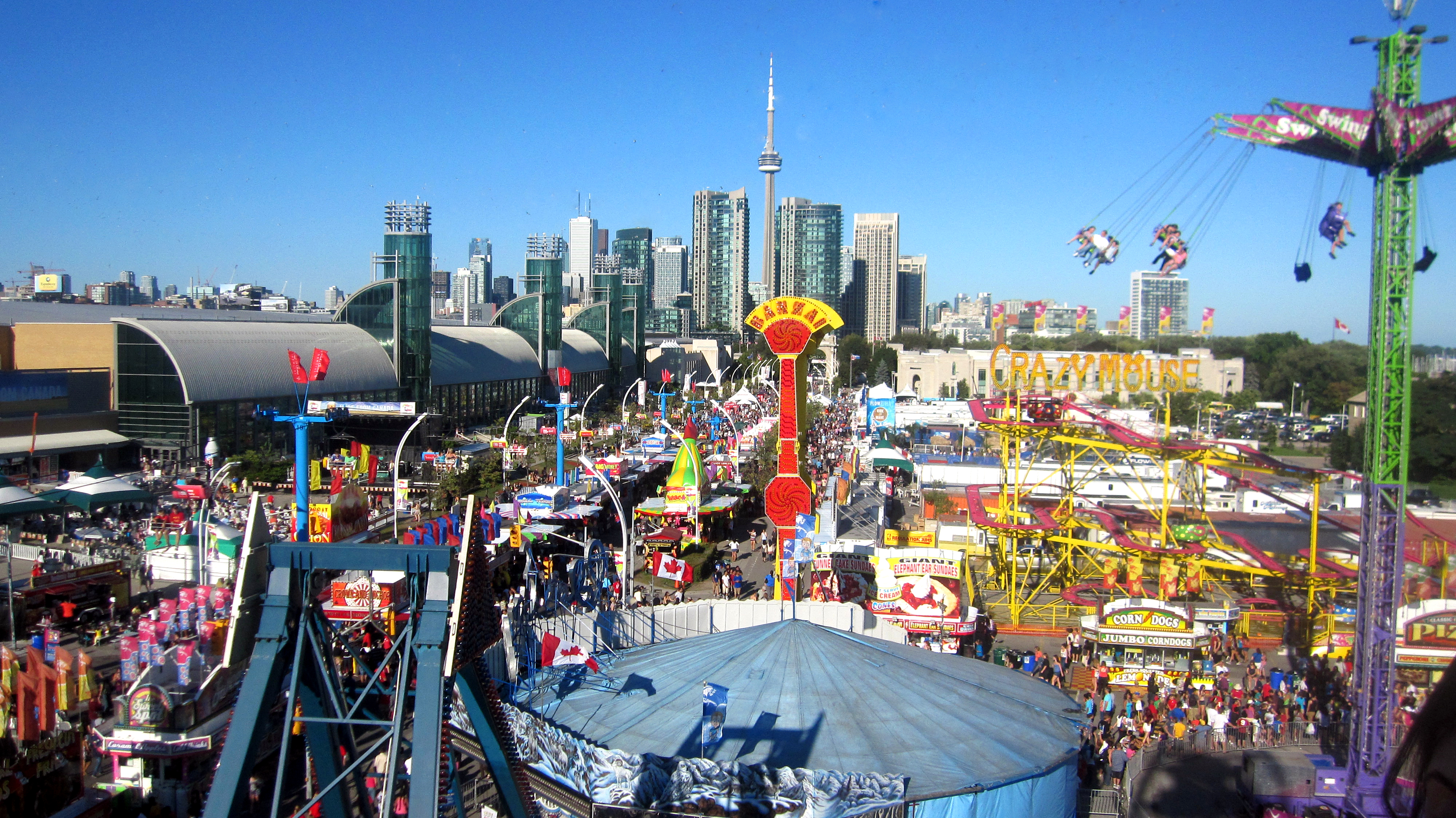
2012년 8월 31일 CNE 미드웨이.

캐나다 내셔널 박람회(Canadian National Exhibition, CNE, The Ex)는 캐나다 온타리오주 토론토의 이그지비션 플레이스에서 한 해에 한 차례, 9월 첫 월요일인 캐나다 노동절까지 18일 동안 개최되는 행사이다. 해마다 약 1,500,000명의 방문객과 더불어 CNE는 캐나다 최대의 연례 정기시이자 북아메리카에서 5번째로 큰 정기시이다. 최초의 캐나다 내셔널 박람회는 캐나다의 농업 및 기술을 제고하기 위해 1879년에 개최되었다. 농업 전문가, 엔지니어, 과학자들은 CNE에서 자신들의 발견과 발명품들을 전시하여 국가의 재능과 업적을 뽐냈다. 캐나다가 하나의 국가로서 성장하면서 오늘날 농업과 기술이 CNE의 가장 큰 부분으로 남아있음에도 CNE 또한 점차 커가는 이노베이션의 다양성을 반영하면서 시간이 지남에 따라 변화되었다. 토론토 대도시권과 주변 공동체의 수많은 사람들에게 CNE는 가족의 연례 전통이다.

## 사진

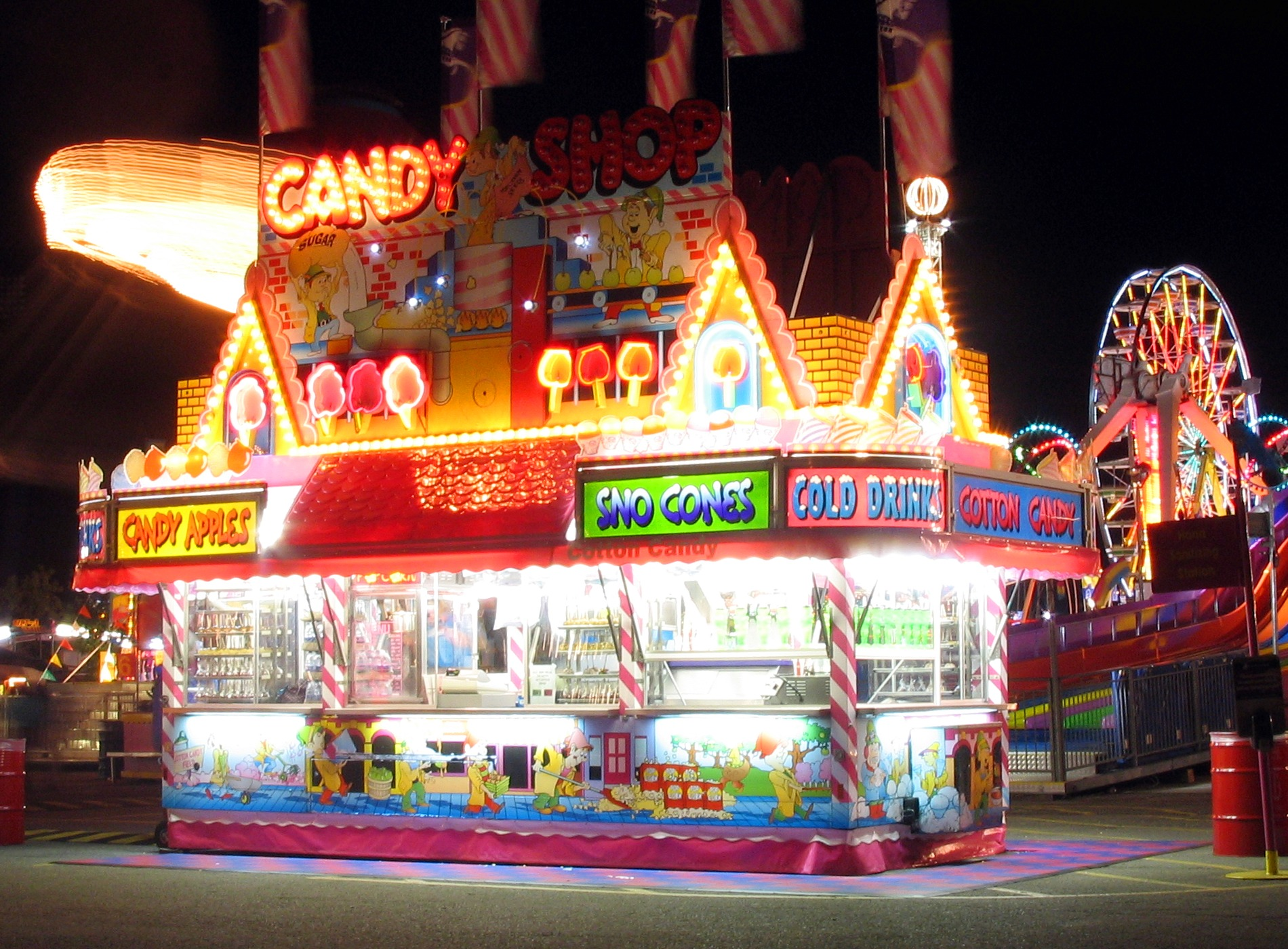
미드웨이 캔디 리테일러
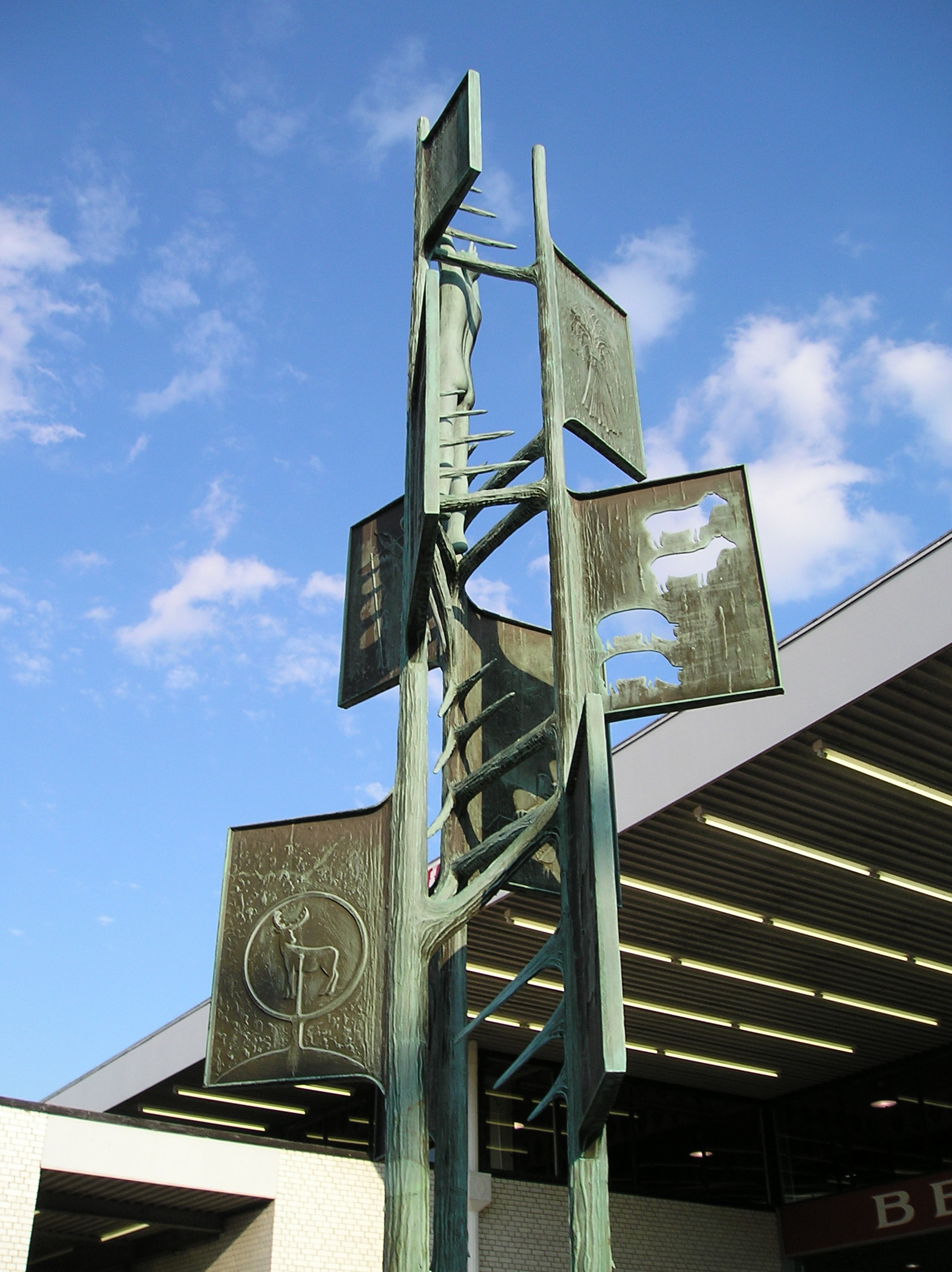
Man above matter (1965년) 아서 프라이스 작품
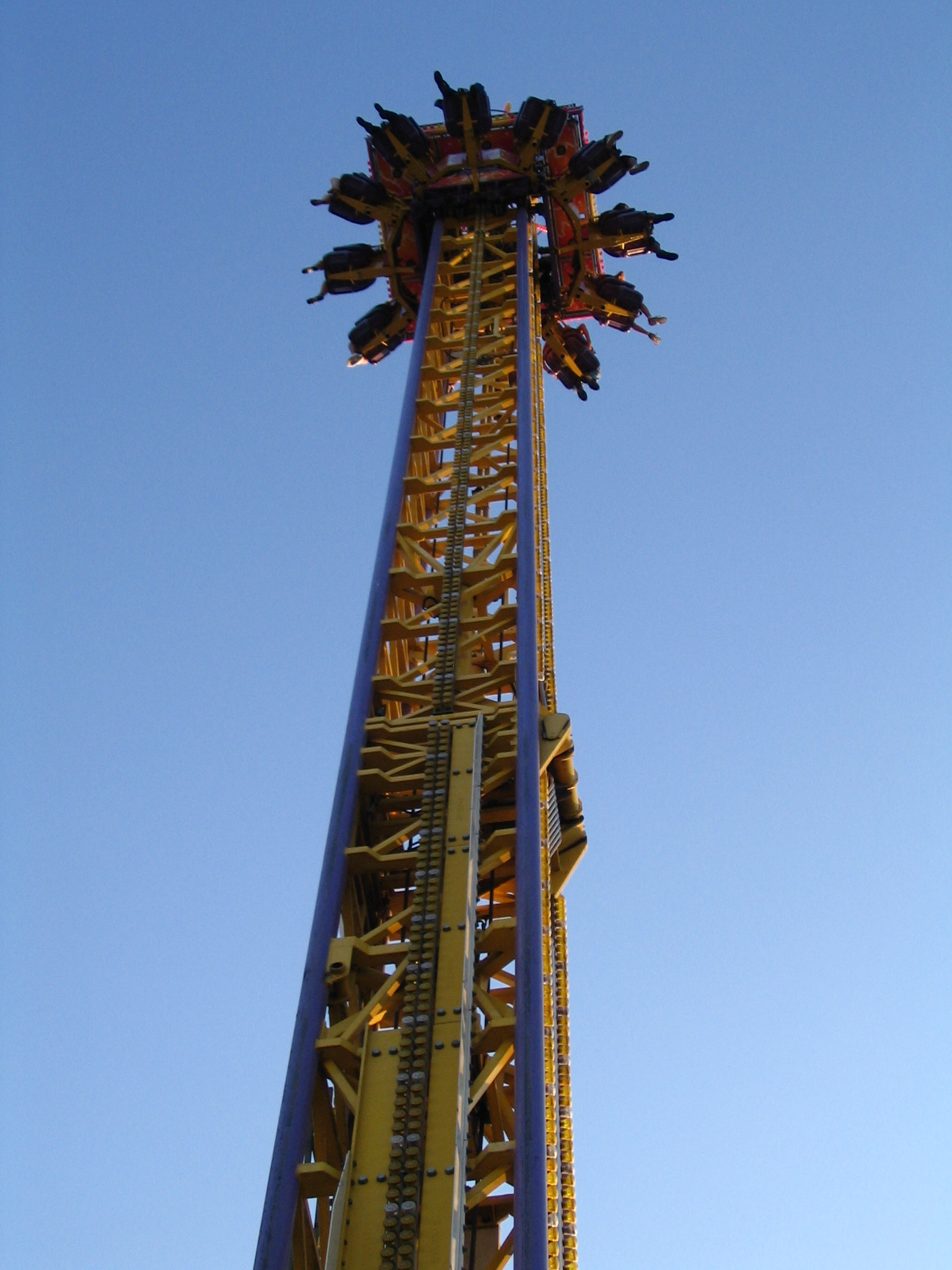
2009년 드롭 타워 라이드
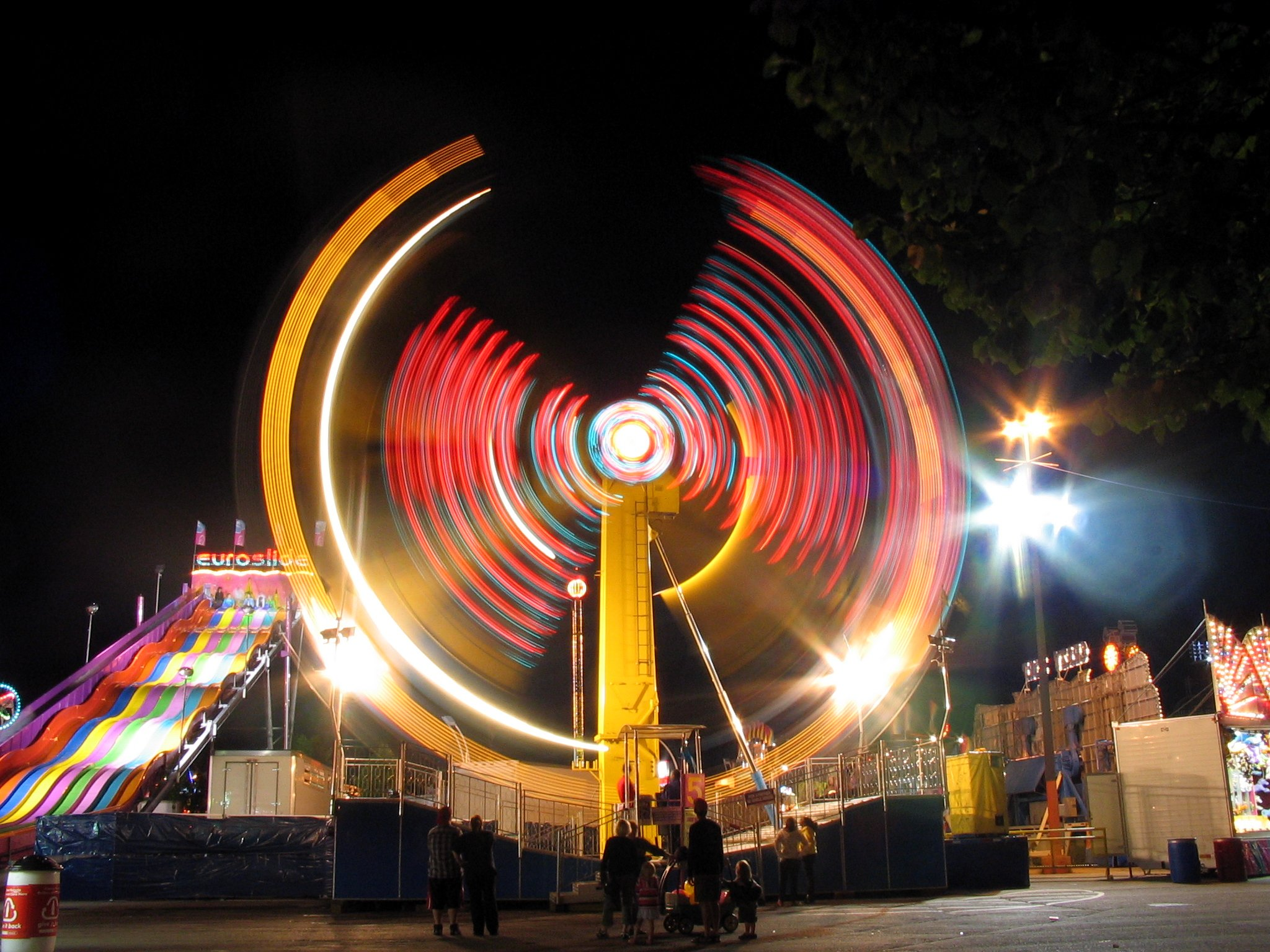
밤중의 미드웨이
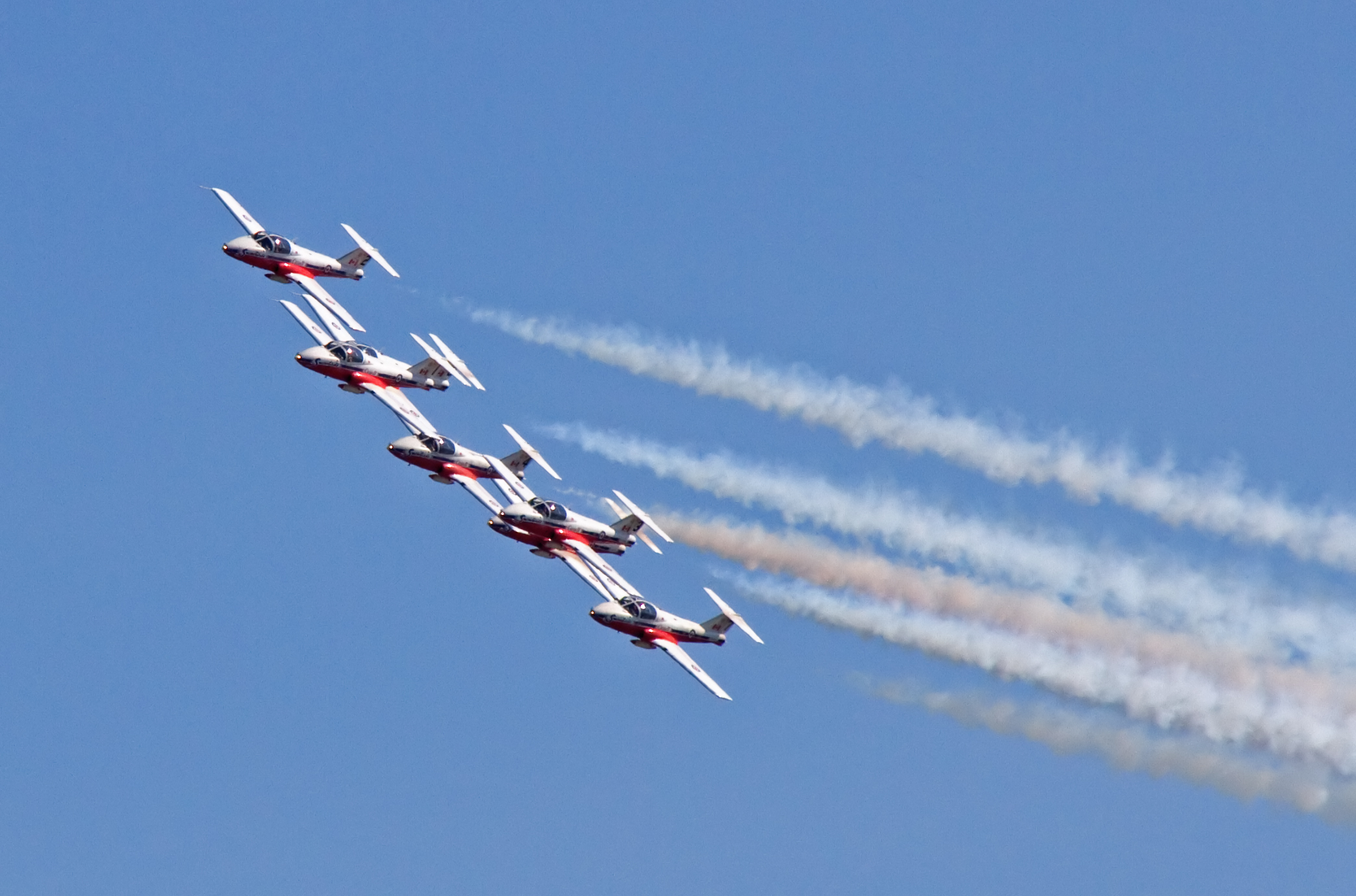
에어쇼 중 캐나다 스노버드
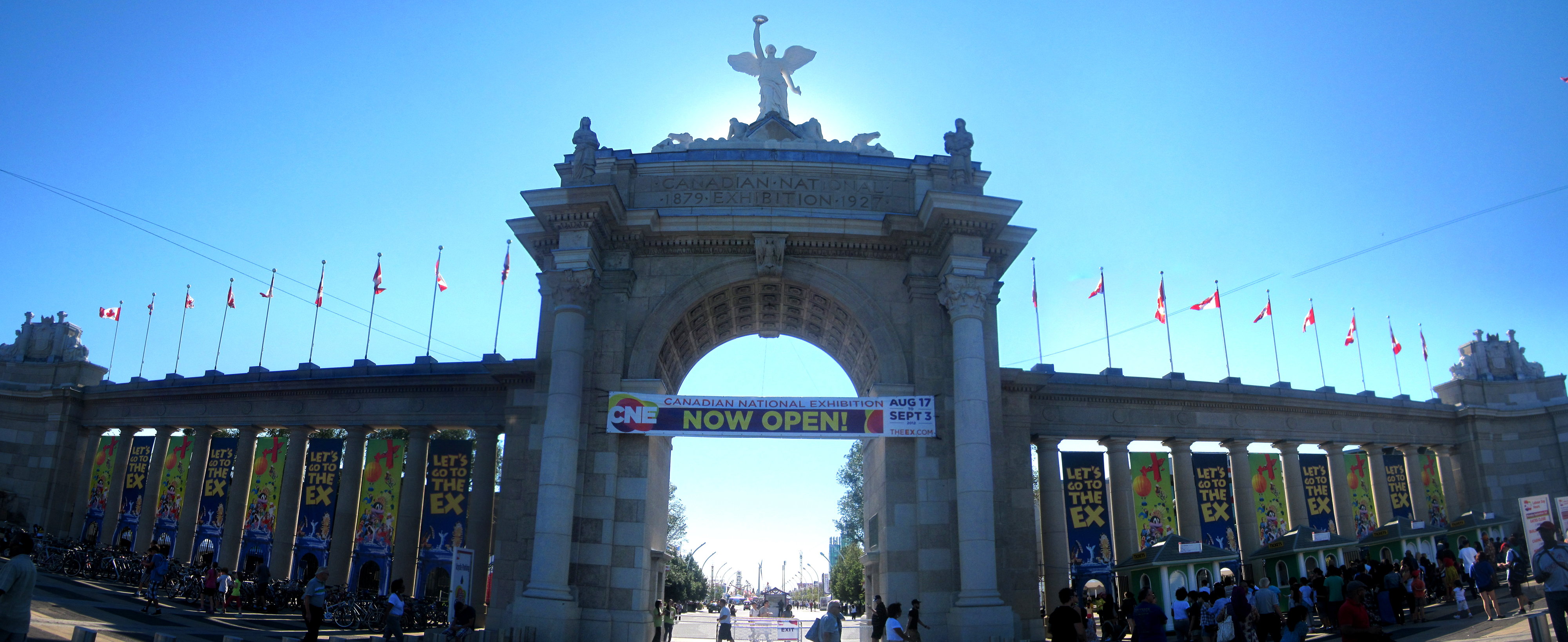
왕자의 문(The Princes' Gates)

## 같이 보기
- 캘거리 스탬피드

## 참고 문헌
- Avigdor, Jeanine (1994). 《The Scadding Cabin, 1794: Toronto's Oldest House》. The York Pioneer and Historical Society. ISBN 0-9698404-0-3..
- Withrow, John, 편집. (1978). 《Once Upon a Century: 100 Year History of The "Ex》. J.H. Robinson Publishing Ltd.